# All We Imagine as Light
All We Imagine as Light (dt. etwa „Alles, was wir uns als Licht vorstellen“) ist ein Spielfilm von Payal Kapadia aus dem Jahr 2024. Die internationale Koproduktion zwischen Indien, Frankreich, den Niederlanden und Luxemburg wurde im Mai beim 77. Filmfestival von Cannes uraufgeführt.

## Handlung
Die Krankenschwester Prabha lebt mit ihrer jüngeren Kollegin und Mitbewohnerin Anu in Mumbai. Prabhas Mann ist zum Arbeiten nach Deutschland gezogen und die beiden haben keinen Kontakt mehr. Stattdessen macht ihr ein junger Arzt Avancen, die sie aber kalt zurückweist. Anu trifft sich derweil mit dem Muslim Shiaz, was für Gerede unter den Hindus im Krankenhaus sorgt. Sie ist sogar bereit, sich als Muslima zu verkleiden, um Shiaz zu Hause zu besuchen.
Derweil versucht Parvaty, eine ältere Krankenschwester, ihr Haus vor Immobilienhaien zu retten. Dabei wird sie von Prabha unterstützt, aber ohne Papiere haben sie keine Chance. Zuvor erhält Prabha einen teuren Reiskocher ihres Mannes, mit dem sie jedoch nichts anfangen kann. Dennoch weist sie den jungen Arzt ab, da sie verheiratet sei.
Später reisen die drei Frauen in Parvatys Heimatort, da sie den Kampf um ihre Wohnung aufgegeben hat und zurück aufs Land zieht. Am Mittag macht sich Anu in den Wald am Meer auf, wo sie Shiaz trifft, und die beiden lieben sich leidenschaftlich an einer Höhle. Währenddessen rettet Prabha einen Mann am Strand und kommt ihm näher. Zunächst behauptet der Mann, seine Erinnerung verloren zu haben, erkennt Prabha dann aber als seine Frau. Sie jedoch bleibt distanziert und lehnt seine Annäherung ab. Zuletzt sitzen die Frauen abends mit Shiaz in einer Strandbar und unterhalten sich freundschaftlich.

## Hintergrund

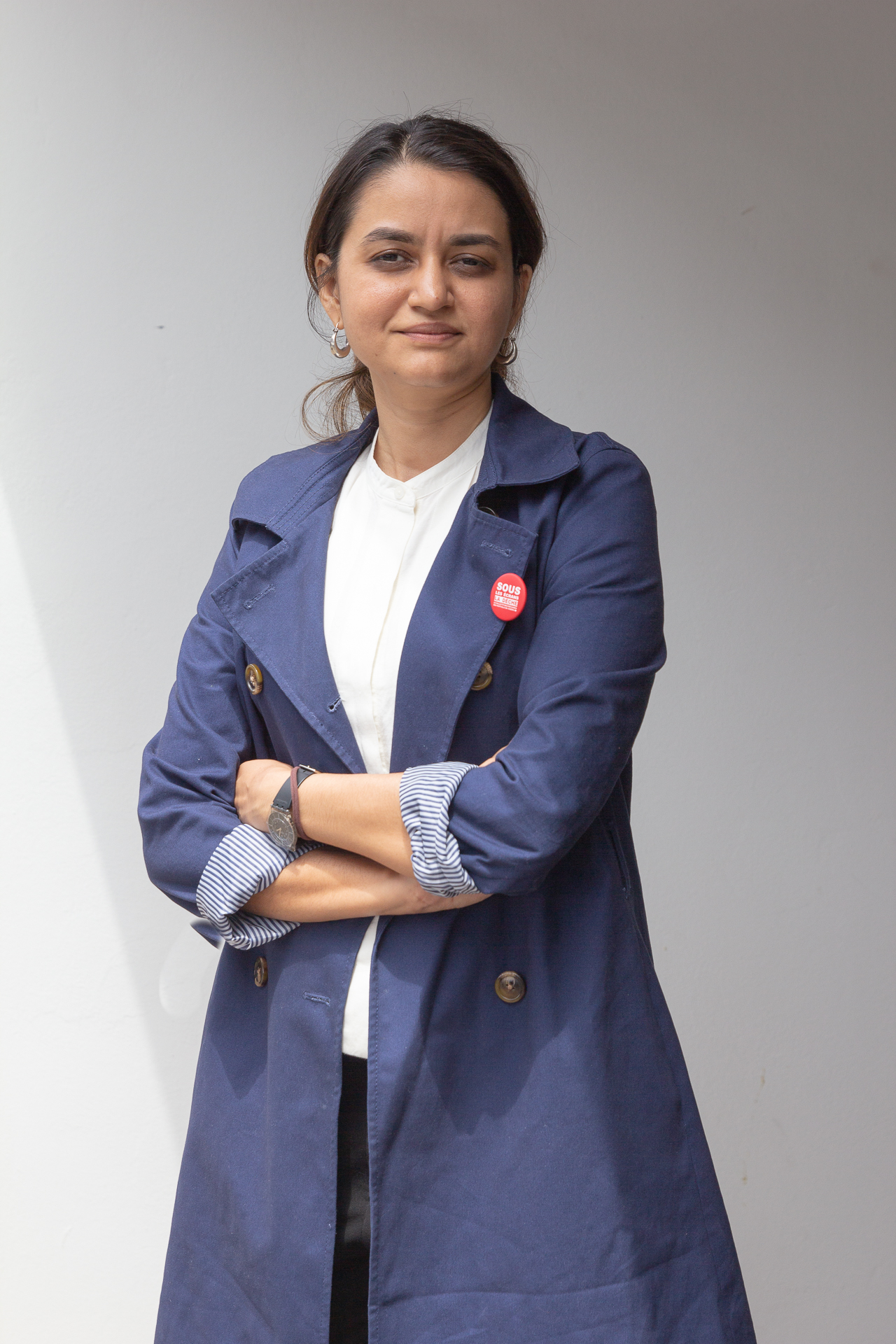
Payal Kapadia während des Filmfestivals von Cannes

All We Imagine as Light ist das Spielfilmdebüt der preisgekrönten indischen Dokumentarfilm-Regisseurin Payal Kapadia. Die Dreharbeiten der Produktion in den Sprachen Hindi und Malayalam fanden im Juni und November 2023 in Mumbai und Konkan statt. Insgesamt waren 25 Drehtage für Mumbai und 15 in der regnerischen Hafenstadt Ratnagiri angesetzt.
Das Werk wurde von der französischen Gesellschaft Petit Chaos produziert. Als Koproduzenten traten Arte France Cinéma, Baldr Film (Niederlande), die Unternehmen Chalk & Cheese und Another Birth (Indien), Les Films Fauves (Luxemburg) sowie Pulpa Film (Italien) in Erscheinung. Um die internationalen Verwertungsrechte kümmert sich die Firma Luxbox.

## Veröffentlichung und Rezeption
Die Uraufführung von All We Imagine as Light erfolgte am 23. Mai 2024 im Hauptwettbewerb des 77. Filmfestivals von Cannes. Das Premieren-Publikum zollte Kapadias Film achtminütigen Applaus nach Ende der Vorstellung.
Im internationalen Kritikerspiegel des Branchenmagazins Screen International erhielt Kapadias Regiearbeit 3,3 von 4 möglichen Sternen und belegte gemeinsam mit dem späteren Gewinnerfilm Anora aus den USA den zweiten Platz unter allen gezeigten Wettbewerbsfilmen, hinter dem iranischen Beitrag Die Saat des heiligen Feigenbaums. Die Redaktion des Online-Branchendiensts IndieWire setzte den Film auf Platz zwei seiner möglichen Palmen-Anwärter, hinter dem am vorletzten Tag aufgeführten iranischen Beitrag Die Saat des heiligen Feigenbaums.
Auf der Website Metacritic erhielt All We Imagine as Light eine Bewertung von 94 von 100 möglichen Punkten, basierend auf mehr als 30 ausgewerteten englischsprachigen Kritiken. Dies entspricht einhelligem Beifall („universal acclaim“). Auch die Website Rotten Tomatoes fasste den Konsens der englischsprachigen Filmkritik ausnahmslos positiv zusammen. Dies führte zu einer Durchschnittswertung von 8,7 von 10 möglichen Punkten.
Ein regulärer Kinostart in Frankreich erfolgte am 2. Oktober 2024 im Verleih von Condor Distribution. Der Kinostart in Deutschland war am 19. Dezember 2024.

## Auszeichnungen
Payal Kapadia erhielt für All We Imagine as Light als erste indische Regisseurin eine Einladung in den Wettbewerb um die Goldene Palme. Dort wurde das Werk mit dem zweitwichtigsten Preis geehrt, dem Großen Preis der Jury. Zuletzt hatte 1983 Mrinal Sen mit Kharij erfolglos um den Hauptpreis des Filmfestivals von Cannes konkurriert. Automatisch gelangte Kapadias Spielfilmdebüt auch in die Auswahl für die Caméra d’Or.
Noch in der Vorproduktion erhielt Payal Kapadia für ihr Drehbuch den Prix à la Création 2022 der Fondation Gan.
Als französische Koproduktion befand sich All We Imagine as Light auf der Shortlist für die offizielle französische Einreichung in der Kategorie Bester internationaler Film bei der Oscarverleihung 2025, hatte aber gegenüber Emilia Pérez das Nachsehen. Auch das Auswahlkomitee Indiens entschied sich gegen Kapadias Regiearbeit und wählte stattdessen Laapataa Ladies (Lost Ladies) von Kiran Rao aus.
Bei der Verleihung der Golden Globe Awards 2025 folgten Nominierungen in den Kategorien Beste Regie und Bester fremdsprachiger Film.